# The Crucible of Man (Something Wicked Part 2)
The Crucible of Man (Something Wicked Part 2) – 9. studyjny album amerykańskiego power/thrash metalowego zespołu dowodzonego przez Jona Schaffera. Jest to druga część albumu koncepcyjnego Something Wicked. Do składu Iced Earth powrócił Matt Barlow.

## Lista utworów

### Utwory podstawowe
1. In Sacred Flames – 1:28
2. Behold the Wicked Child – 5:37
3. Minions of the Watch – 2:06
4. The Revealing – 2:40
5. A Gift or a Curse? – 5:34
6. Crown of the Fallen – 2:48
7. The Dimension Gauntlet – 3:12
8. I Walk Alone – 4:00
9. Harbringer of Fate – 4:42
10. Crucify the King – 5:36
11. Sacrificial Kingdom – 3:57
12. Something Wicked (Part 3) – 4:31
13. Divide Devour – 3:15
14. Come What May – 7:23
15. Epilogue – 2:20

muzykę do wszystkich utworów napisał Jon Schaffer oprócz "A Gift or a Curse?" (Schaffer/Morris) i "I Walk Alone" (Schaffer/Mills)
słowa do utworów "Minions of the Watch", "The Revealing", "Crucify the King", "Sacrificial Kingdom" i "Something Wicked (Part 3)" napisał Matt Barlow, do pozostałych Jon Schaffer

### Utwory dodatkowe
Japońska wersja albumu zawiera dwa bonusowe utwory:
1. Setian Massacre (wersja z Mattem Barlowem)
2. The Clouding (wersja z Mattem Barlowem)

## Wykonawcy

### Główni muzycy
- Jon Schaffer – rytmiczna, prowadząca, akustyczna oraz basowa gitara; instrumenty klawiszowe; śpiew w "A Gift or a Curse?"; śpiew boczny
- Matt Barlow – śpiew
- Brent Smedley – perkusja

### Muzycy dodatkowi
- Troy Seele – gitarowe solo w "Crown of the Fallen", "Harbringer of Fate", "A Gift or a Curse?"
- Dennis Hayes – gitara basowa w "A Gift or a Curse?", "Crucify the King", "Crown of the Fallen", "Minions of the Watch", "Something Wicked (Part 3)"
- Jim Morris – śpiew boczny, Stratocaster w "A Gift or a Curse?"
- Steve Rogowski – wiolonczela w "Epilogue"
- Jim Morris, Howard Helm, Todd Plant, Jason "Black Bart" Blackerby – śpiew boczny[1]
- Choir of the Sacred Fire (z ang. "Chór świętego ognia") słyszany w "In Sacred Flames", "Harbringer of Fate", "Divide Devour":

Corinne Bach, Tom Morris, Howard Helm, Kathy Helm, Jeff Brant, Debra Brent, Marshall Gillon, Tori Fuson, Heather Krueger, Jeremy Silverman, Todd Plant, Jesse Morris, Erin Conley, Marjorie Bates, Jason Blackerby

## Informacje o albumie
- nagrany: kwiecień 2007 roku, śpiew i niektóre gitary prowadzące między marcem a majem; Soaring Eagle Sound
- produkcja: Jon Schaffer i Jim Morris
- mixy i mastering: Jim Morris w Morrisound Studios
- okładka i oprawa graficzna: Nathan Perry
- fotografia: Ross Halfin[1]
- projekt loga: Jon Schaffer